# الشيشان في الأردن
يعتبر  الشيشان من مواطني الأردن الذين عاشو فيه  منذ أن نزح القوقازيين  من وطنهم في القرن التاسع عشر حيث عرفت هذه العملية بالإبادة الجماعية الشركسية. ولعبو  دوراً هاماً في تأسيس الأردن ككيان سيادي حديث.

## نبذة تاريخية
في النصف الثاني من القرن التاسع عشر ، قاتلت الإمبراطورية الروسية شعوب القوقاز في حرب توسعية امبريالية ، عرفت باسم حرب القوقاز . وكانت إحدى نتائج الحرب أن العديد من الشعوب الأصلية في القوقاز تم اجلاءهم قصريا إلى الإمبراطورية العثمانية . و يقدر عددهم بنحو 5000 عائلة شيشانية 
```
في مارس 1903 ، أرسلت السلطات العثمانية أول 700 عائلة شيشانية إلى منطقة 
شرق الأردن
 .  اختار المستوطنون الشيشان السكن في المناطق غير المأهولة بالسكان و الأكثر ملائمة للزراعة وقريبة من مصادر المياه.  لذا أسسوا مدينة 
الزرقاء
 ، ثاني أكبر مدينة في 
الأردن
[
7
]
```

### تاسيس إمارة شرق الأردن
```
في أكتوبر 1920 ، بعد إنشاء إمارة شرق الأردن ، حشدت المملكة المتحدة «قوة متنقلة» تحت قيادة الكابتن فريدريك جيرارد بيك ، للدفاع عن المنطقة ضد التهديدات الداخلية والخارجية. و كان مقر القوة المتنقلة في الزرقاء.  80٪ من رجالها هم من المجتمع الشيشاني المحلي.
[
8
]
```

## الدور العسكري والسياسي
كان لشيشان دور هام على الصعيد العسكري والسياسي متمثل بحضوره الكثيف في القوات المسلحة الأردنية ودائرة المخابرات العامة (الأردن) منذ تأسيس إمارة شرق الأردن. 
يشغل الشيشان و الشركس ثلاثة مقاعد في مجلس النواب الأردني  ، ويشغل الشيشان حاليًا اثنين من هذه المقاعد.

## المنظمات
أكبر منظمة أو جمعية شيشانية في الأردن هي الجمعية الخيرية الشيشانية ، تأسست عام 1958. ومقرها مدينة الزرقاء. تتمركز فروعها في أماكن التي يعيش فيها عدد كبير من الشيشان. 
```
تأسس نادي القوقاز الرياضي في عام 1932 من قبل الشيشان في الزرقاء 
[
12
]
 ، وساهم بشكل كبير في تطوير كرة القدم وتنس الطاولة وكرة اليد والسباحة في الأردن. 
[
13
]

في عام 1981 ، تأسست الجمعية الخيرية النسائية الشيشانية ، وجميع نشاطاتها  بين المجتمع الشيشاني وتقيم مناسبات ثقافية وخيرية منتظمة.
[
13
]
```

## شيشانيون بارزون من الأردن
- أحمد علاء الدين أرسلان كان لواء كبير في الجيش العربي الأردني ، وكان الضابط الوحيد الذي نال «وسام الإقدام العسكري» مرتين.

- عبد الباقي جمو شخص مؤثر في المجتمع الشيشاني في الأردن ، تم تعيينه وزير الدولة للشؤون البرلمانية في الفترة بين 1989 - 1991، كما شغل منصب وزير الدولة للشؤون القانونية والبرلمانية سنة 1994. وأخيراً تم وضعه في مجلس الأعيان الأردني. وحصل على وسام الكوكب الأردني من الدرجة الثانية.[14]